# Wapserveen
Wapserveen (Drents: Wapserveene) is een dorp in de gemeente Westerveld, in de Nederlandse provincie Drenthe, In 2023 had het 820 inwoners. Het is van oorsprong een lintdorp. Tot de gemeentelijke herindeling van 1 januari 1998 was het dorp onderdeel van de gemeente Havelte, die opging in de  Westerveld.
Het dorp ligt ten noordoosten van Steenwijk, ten Noorden van de Havelterberg en ten zuiden van de Wapserveensche Aa. Op enkele zijstraten met nieuwbouw na is het een lang (7,2 kilometer van oost naar west) lintdorp met aan de zuidelijke zijde nog veel oorspronkelijke hallenhuisboerderijen.
De inwoners noemt men 'Wapserveners', maar oorspronkelijk was de benaming 'Wapvenigers'.

## Geschiedenis
Wapserveen (oorspronkelijk ook wel "Wapsterveen", "Wapterveen" ontstaan vanuit Wapse dus 'Wapse Ter Veen') is ontstaan rond 1380 in de middeleeuwen (veertiende eeuw) langs de Wapserauwen net ten noorden van een brug over de Wapserveensche Aa. Het werd in 1395 een zelfstandige parochie. In de eeuwen daarna is de kerk drie keer verplaatst. De eerste was een houten kerk deze stond net ten noorden van de Aa tussen de Wapserauwen en boerderij 'de Vijzel', de tweede bij de Oude Dijk ten noorden van de huidige Nederlands hervormde kerk, deze stamt uit 1803 en staat aan de noordkant van het Oosteinde. Hiernaast staat de enige nog authentieke losstaande klokkenstoel in Drenthe, hij dateert uit de 16e eeuw. De klok zelf is van na de Tweede Wereldoorlog omdat de oude bronzen klok door de Duitse bezetter was geconfisqueerd.
In de middeleeuwen trokken Friezen en Drenten van het  Plateau het laagveen in en ontgonnen dit in lange percelen waar langs aan weerszijden boomsingels werden geplant. Zo ontstond een slagenlandschap met diepe smalle weilanden omgeven door eiken, elzen, en met lange stegen (zandwegen). Dit landschap is sinds de vrijwillige ruilverkaveling ca. 1976 - 1982 grotendeels verdwenen. 's Winters overstroomde de Aa, toen het gebied rond de 'Olde Diek' omstreeks 1700 te nat werd bouwde men de nieuwe boerderijen iets zuidelijker langs de huidige weg, Westeinde-Middenboer-Oosteinde. De weg werd gemarkeerd door eiken, net als de erven. De eiken werden gebruikt voor bouwhout en brandhout, of werden verkocht voor de (scheeps)bouw in het westen. Op de heide hield men schapen, de vennen zijn ontstaan door turf steken. Rond 1950 werd de ontginning van de heide verboden en volgde onteigening ten behoeve van militair oefenterrein.
Op 10 mei 2024 is er een boek over de geschiedenis van Wapserveen van 1285 - ca. 2000 uitgegeven met de naam "Het verhaal van Wapserveen". 

## Geografie
De omgeving van Wapserveen kenmerkt zich vanouds door dalgronden met een strookverkaveling. Ten zuiden van het dorpsgebied begint de heide van het Holtingerveld. Ten noorden van het dorp stroomt tussen de landerijen de rivier de Wapserveensche Aa, met daarbij diverse kleine natuurgebieden en vogelbroedgebieden.

## Sociaal leven
Er is een dorpshuis met inpandig een openbare basisschool. Er zijn sportclubs zoals voetbalclub Wapserveen, een handbalvereniging, korfbalvereniging en gymvereniging. Ook is er een jagersvereniging en een veefokkerijvereniging.

## Bedrijvigheid
Tot het begin van de tweede helft van de twintigste eeuw was Wapserveen een dorp met ongeveer 200, veelal kleine, boerenbedrijven. Daarvan zijn er anno 2010 nog zo'n vijftien in bedrijf. Veel boeren namen een tweede ambacht, er  werden veel paarden gehouden. Er zijn circa honderd kleine tot middelgrote bedrijven gevestigd, zoals bouw-/klussenbedrijven, rietdekkersbedrijf, stenenhandel, elektriciens, schildersbedrijf, loonbedrijven, grondverzetbedrijven, administratiekantoor, kapsalons, adviesbureaus, restaurant en diverse andere middenstanders. De recreatieve sector kent maneges, campings, gastenverblijven en pensions.

## Namen en gehuchten

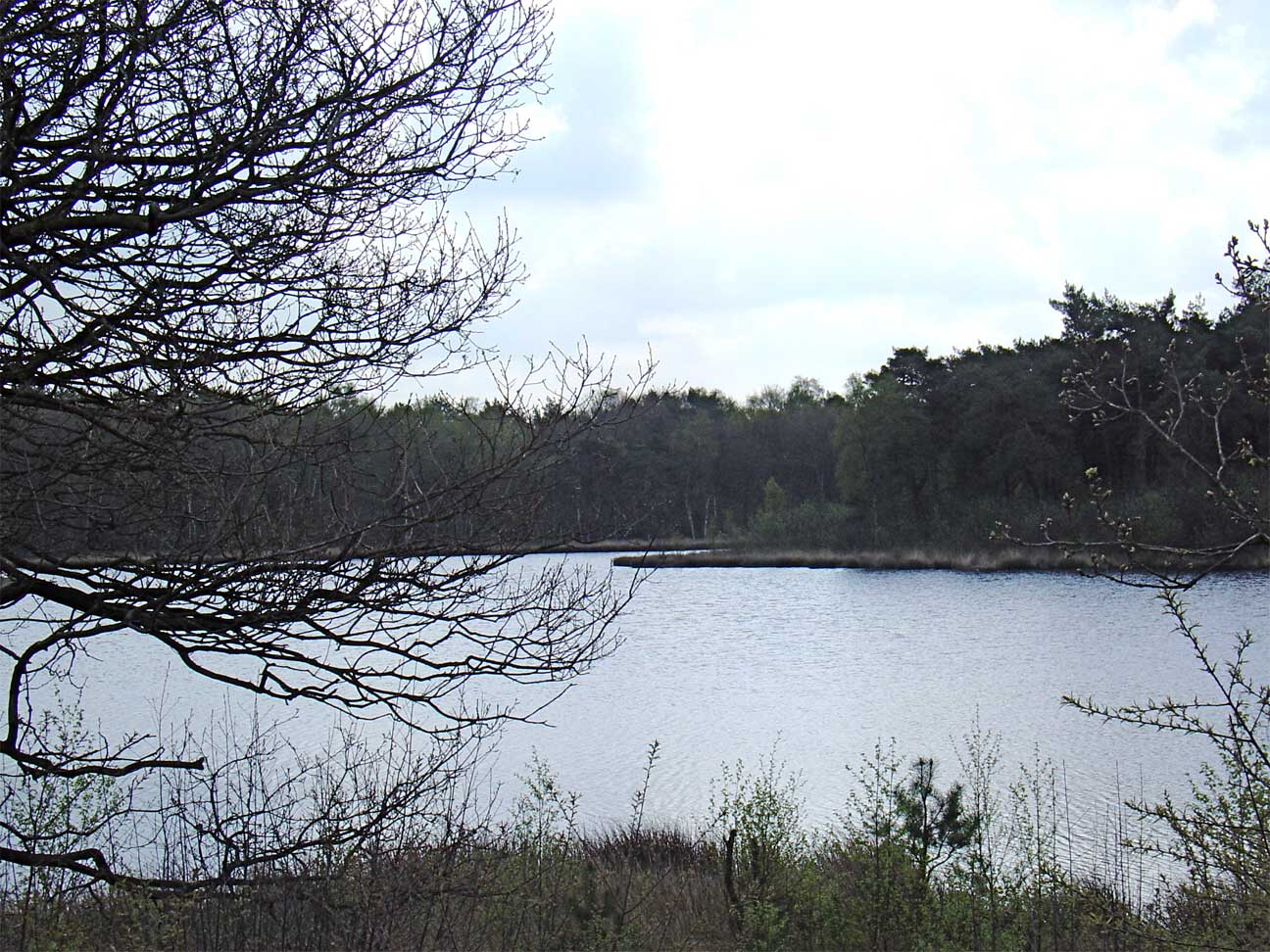
Meeuwenkolonie in het Uffelterveen bij Wapserveen

Omdat Wapserveen een uitgestrekt dorpsgebied heeft kennen vele plekken en buurtjes eigen namen, zoals Westeinde, Oosteinde, Middenboer / Midden, Bovenboer, Olde Diek, Horrelveen, Mastenbroek, Lege Doakens, Schipsloot, de Nijstad, Oldwolde, Schipsloot, Karkebuurte, Polder Ten Cate, Brandeveen, Boois Veentien, Meeuwenkolonie, het Moer, Oosterzand, Westerzand, De Olde Diek, Veneboers Bossie, Boven (het hoge land ten Zuiden van het Midden/Oosteinde/Westeinde) en Buten (het lagere land ten noorden richting de Aa).

## Vestigingen
Ten noorden van het dorp bevindt zich een internationaal zencentrum ten zuiden ervan een leefgemeenschap.
Direct ten zuidwesten van het dorp (ten zuiden van het Westeinde) bevindt zich de Johannes Post Kazerne van de 43e Gemechaniseerde Brigade van de Nederlandse landmacht met daarbij een groot oefenterrein.